# تكافؤ ترابط العناصر

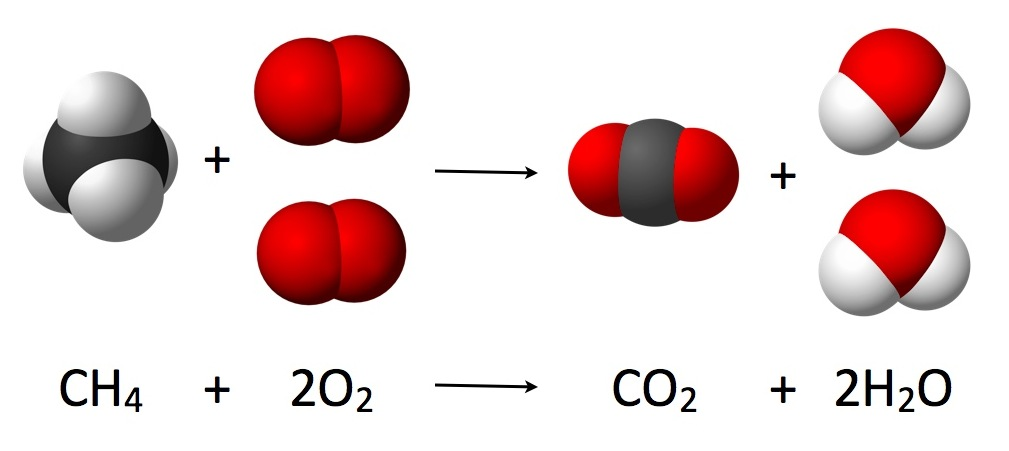

قياس اتحادية العناصر أو المعروفة بحساب العناصر المتفاعلة (بالإنجليزية: Stoichiometry)‏، هي فرع من فروع الكيمياء والهندسة الكيميائية التي تتعامل مع كميات المواد التي تدخل في التفاعلات وينتج منها مركبات بواسطة تفاعل كيميائي. وتعريفه بشكل أساسي هو أنه يعين كمية العناصر في المركبات وكذك كمية العناصر في المواد الداخلة في التفاعل، وذلك طبقا لمبدأ توازن الكتلة. وتختلف نسب المواد المتفاعلة بحسب خصائصها الكيميائية وعلى الأخص تكافؤها. 
على سبيل المثال سندرس تفاعل كيميائي حيث يتفاعل الميثان مع الأكسجين في تفاعل الاحتراق الكامل، فإن 16 جرام من غاز الميثان يحتاج إلى 64 جرام من الأوكسجين. فيتكون 44 جرام من ثنائي أكسيد الكربون و36 جرام من الماء، طبقا لمعادلة التفاعل التالية:
CH4 + 2 O2 {\displaystyle \rightarrow } CO2 + 2 H2O
تعطي معادلة التفاعل أبسط نسب للمواد الداخلة في التفاعل ونسب المواد الناتجة من التفاعل. ونقرأ المعادلة كالآتي: يتفاعل 1 جزيئ من الميثان مع 2 جزيئ من الأكسجين، وينتجان جزيئ واحد من ثاني أكسيد الكربون و 2 جزيئ ماء.
ولكن الكيميائي يحب أن يتعامل مع كميات المواد بالجرام وابتكر أيضا استخدام المول للتعبير عن الكميات المتفاعلة والناتجة. فبالنسبة إلى قراءة المعادلة السابقة باستخدام مول، (ويحتوي 1 مول من المادة عدد أفوجادرو من الجسيمات أو الجزيئات)، فنقول: يتفاعل 1 مول من غاز الميثان مع 2 مول من الأكسجين فينتجا 1 مول من ثاني أكسيد الكربون و 2 مول من الماء.
ونحسب المول عن طريق الكتلة الذرية للعنصر كالآتي:
فإذا كان لدينا مركبا كيميائيا مثلما في حالة تفاعلنا هنا يكون المول للميثان مثلا هو مجموع كتل الذرات في جزيئه. أي 12 جرام من الكربون و 4. 1 جرام هيدروجين فيكون 1 مول من الميثان وزنه 16 جرام.
وعندما نحسب كمية المواد الداخلة في التفاعل، والمواد الناتجة من التفاعل، نجد الآتي:
المواد الداخلة في التفاعل = 16 + 64 = 80 g
المواد الخارجة من التفاعل = 44 + 36 = 80 g
وهما متساويان حيث أن كمية كل منهما 80 جرام.
- في التفاعل السابق وضعنا للأكسجين الكمية 64 جرام، وهي عبارة عن 2 مول من الأكسجين، حيث 1 مول من الأكسجين يساوي == 16 + 16 == 32 جرام.
- بالمثل بالنسبة للماء: 1 مول ماء يعادل (16 جرام أكسجين + 2. 1 جرام هيدروجين) 18 جرام، وينتج 2 مول ماء من التفاعل، أي 2. 18 = 36 جرام.

## تفاعل الهيدروجين والأكسجين
يتفاعل 2 مول من الهيدروجين مع 1 مول من الأكسجين وينتج عن التفاعل 2 مول من الماء:
معادلة التفاعل:
{\displaystyle \mathrm {2\ H_{2}+O_{2}\longrightarrow 2\ H_{2}O} }
طبقا للمعادلة عدد العنصر المتفاعل «الهيدروجين» هو 2، وعدد العنصر المتفاعل «الأكسجين» هو 1 وعدد المركب الناتج من التفاعل «الماء» هو 2.
عدد العنصر للأكسجين في معادلة التفاعل هي 1 (وقد جرت العادة ألا نكتب الواحد).
أعداد العناصر في المعالة الكيميائية 2 للهيدروجين و 1 للأكسجين و 2 للماء تسمى معاملات العناصر المتكافئة ،(بالإنكليزية 
Stoichiometric number or stoichiometric coefficient). 
ملحوظة: مخلوط الهيدروجين والأكسجين بتلك النسبة 1:2 هو مخلوط انفجاري يتفاعل بشدة لأنه تفاعل يُصدر حرارة شديدة، وتصل سرعة الانفجار 2820 متر/ثانية. وهو عملية احتراق شديدة.

## بعض الأمثلة الأخرى للتفاعلات الكيميائية
{\displaystyle \mathrm {C_{6}H_{6}+\quad CH_{3}Cl\rightarrow C_{6}H_{5}CH_{3}+HCl} \,}
{\displaystyle \mathrm {C_{6}H_{6}+\,2\ CH_{3}Cl\rightarrow C_{6}H_{4}(CH_{3})_{2}+2HCl} \,}
{\displaystyle \mathrm {C_{6}H_{6}} +\,n\ \mathrm {CH_{3}Cl} \rightarrow \mathrm {C_{6}H} _{6-n}(\mathrm {CH_{3}} )_{n}+n\,\mathrm {HCl} \,}

## معاملات العناصر المتكافئة
في حساب العناصر المتفاعلة نريد أن نحسب كمية أو كميات المواد الداخلة في التفاعل التي تنتج كمية مادة ناتجة من التفاعل. 
ويمكن أداء الحساب بالعكس.
وبغرض موازنة تفاعل ما بصفة عامة فإننا نلجأ إلى طريقة حسابية. طريقة الموازنة لتفاعل كيميائي بسيط يمكن كتابته كالآتي:
{\displaystyle \left|\nu _{1}\right|A_{1}+\left|\nu _{2}\right|A_{2}=\left|\nu _{3}\right|A_{3}+\left|\nu _{4}\right|A_{4}}
حيث:
{\displaystyle \nu _{i}} نسب المواد أو معاملات العناصر المتكافئة وأحيانا تسمى أعداد العناصر المتكافئة.
ونظرا لأنه من الممكن كتابة معادلة تفاعل ما بطرق مختلفة، مثل معادلة إنتاج ثاني أكسيد الكربون من أكسدة أول أكسيد الكربون بالأكسجين:
{\displaystyle \mathrm {\ CO+{\tfrac {1}{2}}\ O_{2}\longrightarrow \ CO_{2}} }   أو   {\displaystyle \mathrm {\ 2\ CO+\ O_{2}\longrightarrow \ 2\ CO_{2}} },
فيجب تحديد نسب المواد المتفاعلة بغرض تحقيق التوازن في المعادلة. لهذا جرت العادة على استخدام التعريفات التالية:
- بالنسبة إلى معادلة التفاعل فهي تكتب بأقل الأعداد الصحيحة،
- المواد الداخلة في التفاعل تكتب بأعداد سلبية،
- المواد الناتجة من التفاعل تـُكتب بأعداد موجبة،
- المواد المحفزة؛ وهي التي هي مجرد مساعدة في مسرى تفاعل يكون لها النسبة أو المعامل 0.

## طرق القياس
لكل تفاعل كيميائي له نسب مميزة للمواد الداخلة في التفاعل والمواد الناتجة من التفاعل (وهذا ما تعنية كلمة Stoichiometry). وdjl تعيdن تلك النسب عمليا بالتجربة. ويلعب فيها التكافؤ (تكافؤ العناصر) دورا أساسيا إذ أنه يبين نسب العناصر المختلفة من كل مادة. وقد تبين بالتجربة أن حساب العناصر المتفاعلة يسهل عند استخدام وحدة مول للتعبير عن كمية كل عنصر أو مادة داخلة في التفاعل، وكذلك المواد الناتجة منه.
يُبنى حساب المول على أساس الكتلة الذرية لكل عنصر، مضروبا في عدد ذرات العنصر الموجودة في 1 مول من العنصر (عدد ذرات العنصر = عدد أفوجادرو 
= {\displaystyle 6{.}022\;141\;29\;(27)\cdot 10^{23}\ \mathrm {mol} ^{-1}} ؛ وهذا ينطبق على جميع العناصر). بنفس الطريقة يمكن حساب الكتلة الجزيئية لأي مادة.
سنأخذ مثال تكون الماء 
يتكون الماء من تفاعل الهيدروجين والأكسجين:
- تكافؤ الهيدروجين: 1
تكافؤ الأكسجين: 2
- أي أن ذرتين من الهيدروجين تتحدان مع ذرة واحدة من الأكسجين فيتكون جزيئ الماء، طبقا لمعادلة تفاعل الهيدروجين والأكسجين المذكورة أعلاه.

وبالتالي يتفاعل 2 مول من الهيدروجين مع 1 مول من الأكسجين ويكوّنا 2 مول ماء.
هذا معناه أن 2. 2 جرام هيدروجين (غاز) يتحدوا مع 2. 16 جرام أكسجين 
فيتكون 36 جرام ماء. (حيث أن 1 مول ماء = 18 جرام).
ويمكن تعيين تكافؤ كل عنصر من الجدول الدوري للعناصر. كما توجد جداول للكتلة الذرية لكل العناصر، وكذلك جداول لمولات العناصر.

## تاريخ
ان من ابتكر مصطلح قياس اتحادية العناصر أو حساب العناصر المتفاعلة هو الكيميائي الألماني ارميا ريختر في عام 1792 لوصف وقياس نسب الجمع بين العناصر الكيميائية حسب الكتلة. منذ ذلك الحين توسع نطاق استخدام المصطلح ليشمل الجمع بين نسب المواد في أي تفاعل كيميائي.
درس ريختر الرياضيات مع الفيلسوف إيمانويل كانت، وكتب أطروحة عن استخدام الرياضيات في الكيمياء. وأعرب عن اقتناعه بأنه قد يكون وصف كل التغيرات الكيميائية من حيث النسب الكاملة في عدد بسيط. وطرح قانون النسب المتبادل.

## التحويل بين الجرام والمول
يستخدم حساب اتحادية العناصر ليس فقط في موازنة المعادلات الكيميائية ولكن أيضا في التحويل بين مثلا المول والجرام، ونستطيع القيام بذلك بواسطة الكتلة المولية لمادة ما.
فعلى سبيل المثال لكي نحسب كمية من ملح الطعام (كلوريد الصوديوم) 00و2 جرام بالمول نستخدم المعادلة:
{\displaystyle {\frac {2.00{\mbox{ g NaCl}}}{58.44{\mbox{ g NaCl mol}}^{-1}}}=0.034\ {\text{mol}}}
ذلك لأن 1 مول كلوريد الصوديوم يزن 44و58 جرام.

## مثال الكتلة المولية لملح الطعام
الكتلة الجزيئية (أو كتلة مولية) لملح الطعام (كلوريد الصوديوم):
بتطبيق الكتل الذرية المذكورة في الجدول، نجد للكلور 35.453 جرام، وللصوديوم 22.989 جرام، نحصل على الكتلة الجزيئية لكلوريد الصوديوم M
u:
M(NaCl) = [22.989 + 35.453] × 1 g/mol = 58.443  g/mol

## اقرأ أيضا
- تكافؤ
- تفاعل كيميائي
- معادلة التفاعل
- كتلة مولية
- كتلة ذرية
- مول
- معدل التفاعل
- توازن ترموديناميكي
- توازن دينامي
- جزء مولي

## وصلات خارجية
- جامعة بليموث -قياس اتحادية العناصر
- حساب العناصر المتفاعلة التعليمية من جامعة كارنيجي ميلون